# Каравелово (област Шумен)
Вижте пояснителната страница за други значения на Каравелово.
Каравелово е село в Североизточна България. То се намира в община Никола Козлево, област Шумен.

## География
В селото преобладава основно хълмист и низинен релеф. В селото има също и язовир както и малка река. Надморската височина на Каравелово е между 100 и 300 м. Каравелово е богато на флора и фауна. В селото има малък глинен хълм в който може да се намери минерали и фосили на земноводни и праисторически охлюви. Климатът е умерен със сухо и горещо лято и много студена зима, дълбочината на снега през зимата достига максимално 1,10 cm. Температурите през лятото достигат до 40 градуса. Денонощната амплитуда през лятото е 20 градуса. Температурата през зимата може да достигне до -20 градуса, а денонощната температурна амплитуда достига до 18 градуса. В язовира може да се намери шаран, червеноперка, таранка и др. През зимата язовира и реката замръзват поради ниските градуси. В селото има много големи популации от бръмбар рогач, щурци, жаби, риби, зайци, язовци и лисици.

## История
Селото възниква преди 300 години, когато по поречието на реката са построили първата къща. След време почнали да пристигат още заселници и селото достигнало 3000 жители. Когато част от населението се е изселило през 1989 година населението намаляло драстично. Днес селото е с 367 жители.

## Население
Численост на населението според преброяванията през годините:
| \| Година на преброяване \| Численост \| \| --------------------- \| --------- \| \| 1934 \| 971 \| \| 1946 \| 962 \| \| 1956 \| 905 \| \| 1965 \| 746 \| \| 1975 \| 672 \| \| 1985 \| 657 \| \| 1992 \| 426 \| \| 2001 \| 411 \| \| 2011 \| 318 \| \| 2021 \| 340 \| |           |
| Година на преброяване | Численост |
| 1934 | 971       |
| 1946 | 962       |
| 1956 | 905       |
| 1965 | 746       |
| 1975 | 672       |
| 1985 | 657       |
| 1992 | 426       |
| 2001 | 411       |
| 2011 | 318       |
| 2021 | 340       |

### Етнически състав

#### Преброяване на населението през 2011 г.
Численост и дял на етническите групи според преброяването на населението през 2011 г.:
|                     | Численост | Дял (в %) |
| Общо                | 318       | 100.00    |
| Българи             | 21        | 6.60      |
| Турци               | 270       | 84.90     |
| Цигани              | 16        | 5.03      |
| Други               | –         | –         |
| Не се самоопределят | –         | –         |
| Неотговорили        | 11        | 3.45      |

## Културни и природни забележителности
В селото се намира читалище построено през възрожденския период, както и старинна чешма построена от османците пред 1743 г. Селото няма големи горски масиви поради изсичане което намалило площта им значително. В селото има обширна поляна, язовир, река и три горски масива от трите и страни на селището.

## Редовни събития
В село Каравелово ежегодно се организира сбор.